# Dusona obliterata
Dusona obliterata (лат.) — вид мелких наездников—ихневмонид (Ichneumonidae) рода Dusona из подсемейства Campopleginae.

## Распространение
Евразия: Европа, Сибирь, Дальний Восток (Южная Корея). Турция и многие области России (Иркутская область, Московская область, Ленинградская область, Смоленская область, Приморский край).

## Описание
Длина тела от 14 до 17 мм. Жгутик усика состоит из 59—66 члеников. На проподеуме продольная шагренированная или морщинистая борозда. Клипеус слабо выпуклый. Внутренние края глаз несут орнамент в виде глубокого выреза напротив основания усиков. Зеркальцо переднего крыла большое и от его середины отходит 2-я возвратная жилка. Дыхальце проподеума удлинённое. Брюшные сегменты сжатые с боков, красновато-чёрные. Поперечное сечение первого брюшного сегмента трапециевидное или квадратное. Нижнечелюстные щупики 5-члениковые, нижнегубные щупики состоят из 4 сегментов. Паразитируют на гусеницах бабочек: Acronicta leporina (Linnaeus, 1758) (Noctuidae), Euchila palpina (Clerck, 1759) (Notodontidae); Achlya flavicornis (Linnaeus, 1758) (Thyatridae).
Вид был впервые описан в 1872 году шведским энтомологом Августом Эмилем Холмгреном (August Emil Holmgren; 1829—1888) и ревизован в 2014 году корейскими гименоптерологами Дж.-К. Хои и Ж.-В. Ли (Jin-Kyung Choi, Jong-Wook Lee; Department of Life Sciences, Yeungnam University, Gyeongsan, Южная Корея), включён в состав рода Dusona (триба Limneriini).